# Joan Puig i Ferreter
Joan Puig i Ferreter (la Selva del Camp, el Baix Camp, 5 de febrer de 1882 - París, França, 2 de febrer de 1956) va ser un dramaturg, escriptor i polític català.
Tot i ser un important dramaturg del modernisme i un gran renovador de les tècniques narratives, tot sovint ha estat oblidat pel públic i pels estudiosos de la literatura catalana. Finalment, la seva obra ressorgí en adaptacions teatrals com La dama enamorada, que va acollir la Sala Petita del Teatre Nacional la temporada 2001-2002. També amb motiu del 50è aniversari de la mort de l'autor, el 2006 es van fer diversos actes arreu del país, com una exposició itinerant i la posada en escena de la seva obra més aclamada, Aigües encantades.

## Biografia

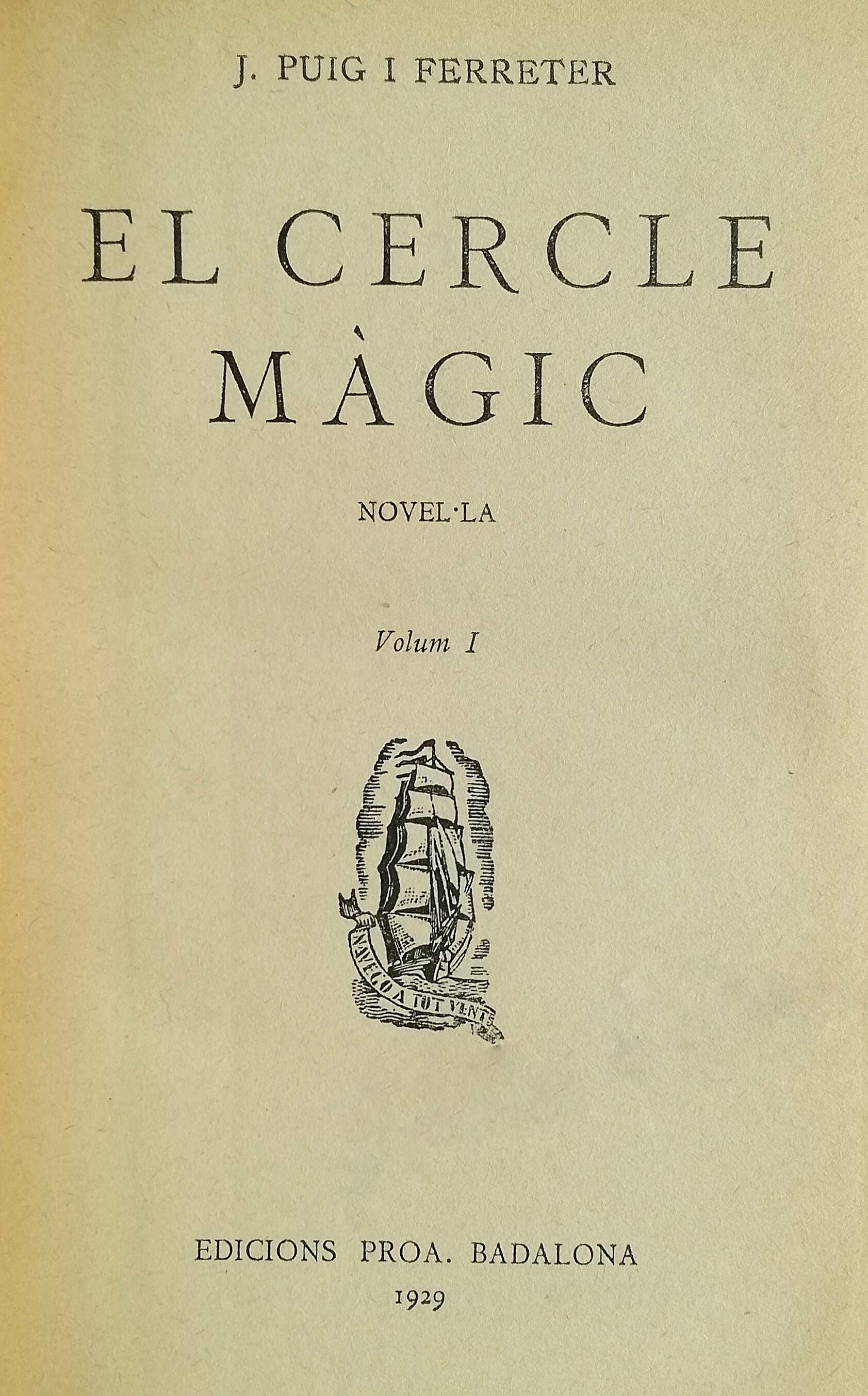
El Cercle Màgic, primera edició de l'any 1929 publicada a Badalona

Joan Puig i Ferreter va néixer a la Selva del Camp el 5 de febrer de l'any 1882. Fill il·legítim d'un ric terratinent, va passar la infantesa i l'adolescència amb la seva mare, Consol Puig i Ferreter, a casa d'uns oncles d'ella, en Valentí Ferrater i Ferrater i la Rosa Domingo i Jordà (segons Compliment Pasqual de l'any 1894, a la Selva del Camp, al carrer de l'Abadia 21). El seu pare biològic no el va reconèixer mai com a legítim. Als quinze anys, quan estudiava batxillerat a Reus, al «Instituto General y Técnico», que avui és l'Institut Salvador Vilaseca, va entrar a formar part del Grup modernista de Reus, «la colla de l'Aladern». En aquests anys faria amistat amb Josep Aladern, Hortensi Güell, Antoni Isern i Plàcid Vidal, Xavier Amorós.

### Els anys de joventut. El viatge a França
A la primavera de 1899 va traslladar-se a Barcelona. Va començar a estudiar farmàcia, però ho va deixar el primer any, i a partir d'aleshores treballaria d'aprenent de farmàcia al carrer de l'Arc del Teatre. Això va fer que visqués en condicions precàries aquells primers anys a la capital. En aquests anys, la seva formació va ser autodidacta i va descobrir autors com Goethe, Carlyle, Ibsen, Kropotkin, Shakespeare, Nietzsche o Gorki. A més, es va vincular als sectors modernistes més anàrquics i marginals.
L'estiu de 1903, a causa d'algunes penúries econòmiques, va marxar a França, a la Provença i a Borgonya amb una institutriu, amb la qual mantenia una relació. Però quan aquesta relació es va trencar, Puig i Ferreter va continuar el viatge sol, per la Provença, fins que es va instal·lar a Villaines-en-Duesmois, un poble de la Borgonya. Va ser allà on va tenir una relació amb Madame Matilde Thevenot, una dona casada.
S'ha apuntat que, juntament amb el fet del seu naixement i la negació a reconèixer-lo del seu pare, les experiències viscudes en aquest viatge són el que marca la literatura de Joan Puig i Ferreter. Les vivències personals viscudes durant el seu viatge a França el 1903 seran plasmades a Camins de França (1934), possiblement la seva obra en prosa més remarcable.

### L'inici de la carrera literària
El 1904 quan va tornar a Barcelona va publicar Diàlegs dramàtics, en la qual Puig i Ferreter fa aparèixer per primer cop la figura del vagabund que inclourà en altres obres posteriors. El 17 de desembre de 1904 va estrenar La dama alegre al Teatre de les Arts amb gran èxit, tot i que es tractava d'una obra molt atrevida.
El febrer de 1905 va estrenar, al Teatre Romea, El noi mimat que va suposar un fracàs. Aquest fet, va portar Puig i Ferreter a marxar per segon cop a França, en aquesta ocasió acompanyat d'Antoni Isern.
En retornar de França Puig i Ferreter es va dedicar al periodisme i al teatre. El 1906 va estrenar La bagassa. Aquesta obra es va representar només un cop, i avui dia resta perduda. Sembla que tenia influència de Maksim Gorki. Aquell mateix any també estrenaria Arrels mortes. Les dues obres s'emmarcaven dins del teatre d'idees. El 1906 també va publicar Diàlegs imaginaris, obra en la qual va incorporar la figura demiúrgica del Poeta com a educador de les masses. El poeta parla amb el poble i defineix la seva estètica i la funció de l'obra.
El 1908 estrena una de les seves obres més aclamades, Aigües encantades. Consecutivament estrenarà La dama enamorada (1908), Drama d'humils (1909). El 1908 Puig i Ferreter va pronunciar la conferència L'art dramàtic i la vida on l'autor analitzava el teatre i la funció social de l'artista. El 1911 va començar a treballar com a redactor nocturn a La Vanguardia. El 1912 va estrenar La innocent, Desamor i El gran Aleix.
La crisi i el context social d'aquells anys, com la Setmana Tràgica va dur a Puig i Ferreter a replantejar-se el seu teatre. A partir de 1917 comença la segona etapa del teatre d'aquest autor, que pretenia acostar-se a les exigències d'un públic que volia obres més senzilles i divertides. En són exemples: La senyora Isabel (1917), Garidó i Francina (1917), Si n'era una minyona… (1918), El gran enlluernament (1919), La dama de l'amor feréstec (1921), L'escola dels promesos (1922) i Un home genial (1923).
El 1918 es va casar amb Clotilde Barranco, amb qui va tenir dues filles: Pilar i Eva.
Pel que fa a la narrativa, Joan Puig i Ferreter havia començat amb la publicació de La novel·la d'Esther el 1918, tot i que no és fins a l'any 1924 que va intensificar la seva obra narrativa amb títols com: L'home que tenia més d'una vida (1924), Les facècies de l'amor (1925), Els tres al·lucinats (1926), una obra extensa, aquesta darrera, on tractava novament el tema dovstoievskià de la relació entre amo i esclaus, caracteritzada ja pels trets principals de la seva narrativa: psicologisme, materials autobiogràfics, individualisme, que el mantenen apartat dels corrents noucentistes. Seguiran Servitud (1927), sobre les seves vivències com a periodista, Una mica d'amor (1927), premiada amb el Premi Concepció Rabell i Vida interior d'un escriptor (1928), que combina diferents gèneres: la novel·la, les memòries i l'assaig.
El 1920 va deixar de treballar a La Vanguardia i va començar com a redactor nocturn, a El Dia Gráfico, on publicava els seus articles sota el pseudònim de Juan de Siena. El 1922, novament va deixar aquest diari i va entrar com a redactor diürn a Tribuna, fins al novembre de 1924 quan va tancar. La seva activitat com a periodista va continuar vinculada a publicacions com La Publicidad, L'Horitzó, El Diluvio i La Campana de Gràcia. En els articles que escrivia parlava sobre temes quotidians, art, literatura i sobre qüestions teatrals com el teatre d'avantguarda i la seva viabilitat, la polèmica sobre el món de la comèdia, o el Teatre d'Art.
Quan el 1928 es funda Edicions Proa, Puig i Ferreter va ocupar el càrrec de director literari de la Biblioteca A tot vent. Va ser en aquesta editorial que l'autor va publicar la seva novel·la El cercle màgic (1929), sobre les convencions, l'encarcarament i la hipocresia de la societat. L'obra va guanyar la primera convocatòria del Premi Crexells.

### La carrera política
Amb l'adveniment de la Segona República Espanyola, Joan Puig i Ferreter va intensificar la seva activitat dins de la política i d'Esquerra Republicana de Catalunya. Va ser diputat a les Corts Espanyoles i posteriorment Parlament de Catalunya. En aquesta època va combinar la seva tasca política i la creació literària. El 1934 publica Camins de França, que ha estat considerada la seva novel·la més important. El mateix any publica On són els pobres?… i altres històries de Nadal i l'any 1938 publicà La farsa i la quimera, dividida en tres volums.
Cap al principi de la Guerra Civil espanyola, va ser nomenat delegat de la Generalitat al monestir de Montserrat i posteriorment conseller d'Assistència Social de la Generalitat, càrrec que va ocupar poc temps. Va ser enviat a París com a negociador i comprador de material bèl·lic per a la República, però es va trobar en el centre d'un escàndol econòmic que va malmetre la seva imatge pública.
El 1936 va publicar Anna darrere la cortina que seria la seva darrera peça teatral. A partir del 1938 i fins a la seva mort va escriure el cicle novel·lístic El pelegrí apassionat, en dotze volums (Janet vol ser un heroi (1952), Homes i camins (1952), Janet imita el seu autor (1954), Vells i nous camins de França (1955), Els emotius (1956), Demà...(1957), Les profanacions (1958)? Els amants enemics (1959), La traïció de Llavaneres (1961), El penitent (1962), Pel camí dels desgreuges (1963) i Ascensió (1977)), publicats tots a Perpinyà menys el darrer, publicat a Barcelona. Sota l'influx de Dostojevskij i de Proust, la gran saga de Puig i Ferreter vol ésser un ambiciós retaule de la Catalunya literària i política dels primers quaranta anys del segle xx.

### El darrer exili
Va exiliar-se a França, primer a Saint-Martin-le-Beau, i finalment a París. Joan Puig i Ferreter va treballar entre el 1942 i el 1952 en el seu diari íntim, Ressonàncies és una peça cabdal de l'exili català de postguerra. És el testimoni particular d'aquells temps i a més és un document històric, ja que s'hi expliquen alguns dels escàndols dels erudits catalans a l'exili, sobretot pel que fa a la qüestió del repartiment dels diners de la Generalitat entre polítics i escriptors catalans exiliats a París, que l'esquitxaria de ple i a partir del qual es va crear una llegenda negra al seu voltant.
Va ser ministre de Justícia del Govern Republicà a l'Exili entre 1952 i 1954. Va morir a París el 2 de febrer del 1956. Les seves despulles descansen al cementiri del Père-Lachaise. La seva obra va merèixer l'elogi de Joan Fuster i Ortells, qui va dir que "potser [és] el novel·lista català més important de la primera meitat del segle XX".

## Teatre

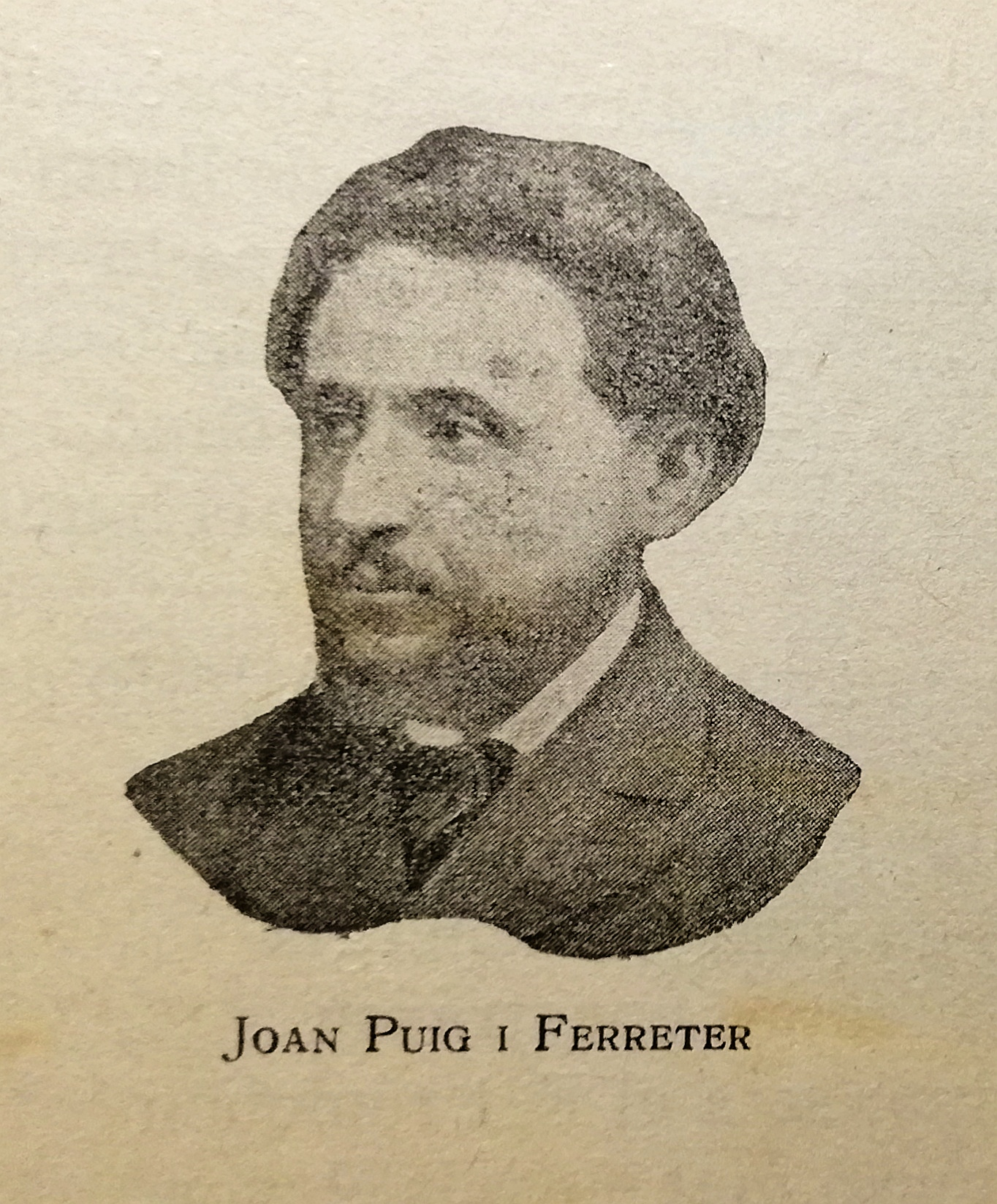
Puig i Ferreter retratat a l'Antologia de les Lletres Catalanes Garba l'any 1923

A partir de 1903 i durant dues dècades Joan Puig i Ferreter va centrar-se en la seva tasca com a dramaturg, tot i que després assoliria la fama com a novel·lista. Les seves obres teatrals van ser tant aclamades com polemitzades, però és un dels autors més destacats del teatre català modern. Tota la seva obra literària beu de l'experiència vital. Les tres grans obsessions de l'autor seran: el seu origen familiar, les seves lectures de filosofies pessimistes i escèptiques i el desengany amorós.
S'ha dividit l'obra teatral de Puig i Ferreter en dues etapes. La primera etapa transcorre entre els anys 1904 i 1914, i és la més innovadora de l'autor. En aquesta etapa Puig i Ferreter segueix dues estètiques: el teatre d'idees que segueix el teatre modernista. Obres regeneracionistes són La bagassa (1906), Arrels mortes (1906) i Aigües encantades (1908). Van influir en l'obra de Puig i Ferreter Maksim Gorki, Henrik Ibsen, Friedrich Nietzsche i els escriptors russos, sobretot pel que fa a la creació dels seus personatges femenins amb caràcters forts.
Per altra banda, l'obra de Puig i Ferreter també emmarca el teatre de les passions, que segueix una estètica realista i es caracteritza per la rellevància psicològica dels personatges. Un exemple d'aquest teatre serà la trilogia de Puig i Ferreter formada per La dama alegre (1904), La dama enamorada (1908) i La dama de l'amor feréstec (1921), així com l'obra El Gran Aleix (1912).
La segona etapa (1917-1924) ve marcada per l'adaptació de Puig i Ferreter als nous gustos del públic i el canvi generacional cap al noucentisme. L'autor va conrear la comèdia burgesa en obres com Si n'era una minyona (1918) i El gran enlluernament (1919), i el teatre poètic a La innocent (1912). L'home genial (1923) va ser la darrera obra que va estrenar i desenganyat del teatre va abandonar-lo per dedicar-se a la novel·la.

### Primera Etapa Teatral (1904-1914)
Les obres que Puig i Ferreter va publicar entre 1904 i 1906 trencaven amb la tradició del teatre fet des de La Renaixença i s'emmarcaven dins dels nous corrents teatrals europeus.
El 1904 quan va tornar a Barcelona després del seu primer viatge a França, va publicar Diàlegs dramàtics, en la qual Puig i Ferreter fa aparèixer per primer cop la figura del vagabund que inclourà en altres obres posteriors. Diàlegs dramàtics és un recull de cinc peces curtes que mostren les confrontacions dialèctiques entre personatges. Els dos personatges tenen actituds vitals contraposades: un és idealista i apassionat mentre que l'altre representa el materialisme, i el conformisme. El primer diàleg és El vianant i el pagès, que té lloc entre un modernista vagabund, i un pagès prototípic de vida sedentària. Però són els dos últims diàlegs, Ànima feble, i Força que es perd que són més complexos i autobiogràfics. En el primer parla sobre la vida solitària, sobre l'intent de suïcidi, i de l'abandonament de la vida llicenciosa. Força que es perd, parla d'un jove malalt que recorda el temps en què estava enamorat. Hi apareix la figura del Doctor i la Mare que tenen una actitud més vitalista i optimista i que són un contrapès en la negativitat del jove.
El 17 de desembre de 1904 va estrenar al Teatre de les Arts del carrer Floridablanca de Barcelona, La dama alegre. La va dirigir Enric Guitart. Puig i Ferreter aleshores tenia vint-i-dos anys i aquesta obra va ser la primera peça teatral de certa envergadura que presentava. La dama alegre trencava les convencions de l'època i s'aproximava als corrents teatrals europeus més innovadors. De fet s'havia d'estrenar al Teatre Romea, però Puig i Ferreter va rebre pressions perquè s'eliminessin alguns dels petons del primer acte i es canviés el final. Això va fer que l'autor preferís estrenar en un altre teatre. L'obra girava al voltant de la relació que Puig i Ferreter va tenir amb una dama francesa en el viatge i va ser considerada com una obra immoral. La protagonista és Marta, una dona que vol viure lliurement, una dona riallera i juganera, que té molts pretendents, com el notari, el fariner o el metge, que li fan la cort tot i que ella és casada. És una protagonista amb un temperament ferm, convençuda que vol ser mestressa d'ella mateixa. La tornada a casa del seu fill, que fa cinc anys que està internat en un col·legi altera l'alegria de la Marta. L'Agustí, el seu fill, li demana que li demostri el seu amor allunyant de casa seva a algunes persones, com els seus pretendents, i també li demana que es converteixi en una dona de virtut i bons costums. Ben aviat, l'Agustí, descobrirà que ell va ser engendrat en una nit de lascívia, fet que el torturarà. Finalment, Agustí marxarà amb el mosso Filó a veure món i així allunyar-se de la seva mare. És una història de passions extremes que va provocar una gran polèmica a l'època, ja que un simple petó a escena era mal vist. Puig i Ferreter mostrava dalt de l'escenari com la dama alegre es deixava petonejar i abraçar pels seus pretendents. La premsa més conservadora va recalcar-ne la immoralitat, però malgrat això, La dama alegre va obtenir un èxit notable entre els sectors teatrals més esquerrans.
A propòsit de La dama alegre, la qual va ésser acusada d'immoral, apunta el dramaturg i assagista Guillem-Jordi Graells:
| «                                                                             | Puig s'inclou dins la línia renovadora i original dels dramaturgs de la generació modernista, que trenquen amb la tradició del teatre de la Renaixença, en el doble vessant culte i popular, introdueixen els corrents i els mètodes dels grans escriptors del moment, i assenten les bases textuals per a una renovació més àmplia del fet teatral entre nosaltres | » |
| — Guillem-Jordi Graells. Epíleg informatiu. Perpinyà: Ed. Proa, 1977: 397-430 | |   |

La situació econòmica de Puig i Ferreter no era bona, i per això va escriure una comèdia que agradaria més al públic. El noi mimat va ser estrenat el 7 de febrer de 1905 al coliseu del carrer Hospital. Era una obra d'un sol acte, que girava entorn de la figura d'en Quimet, un noi, fill de casa bona, que fa tot el que la seva mare vol. Ella desitja que el seu fill sigui un home d'acció, i és per això que demana ajuda a la minyona Valentina. Però Quimet està enamorat de Valentina, i l'amor que sent per ella fa que deixi enrere la sobreprotecció de la mare i miri endavant. Aquesta comèdia no va agradar ni al públic ni a la crítica.
L'any següent, el 1906 Puig i Ferreter va estrenar La bagassa (Boires de ciutat), al teatre Circ Barcelonès, text que avui dia ja no es conserva, en el qual seguia el model de Maksim Gorki. Dos mesos després, el 2 d'octubre va estrenar Arrels mortes al Teatre Romea. L'obra reprenia el fil del teatre d'idees i passions, i bevia de nou de les experiències autobiogràfiques de l'autor. S'ha vist la influència de dues obres d'Ibsen: El petit Eyolf i Quan despertarem d'entre els morts. Arrels mortes presenta en Claudi, fill d'una vídua adinerada, que torna al poble, perquè ha obtingut el Doctorat en Farmàcia, i ara es proposa emprendre projectes ambiciosos. En retornar, en Claudi veu com la gent ha canviat: el seu company d'ideals ara és un burgès, i la seva primera amant, la Rosalia, ha canviat molt i ara, amb un fill il·legítim, té la fama de ser una bala perduda. En Claudi, una mica per despit, una mica per ànsies de notorietat, i per ajudar a la noia, declara públicament que s'hi casarà. La família s'hi oposa, però també la mateixa Rosalia, que afirma que entre ells dos ja no hi ha amor. Desenganyat, en Claudi marxarà de viatge per conèixer una nova vida.
El mateix 1906 va publicar Diàlegs imaginaris. En aquesta obra l'autor fa una reflexió sobre la seva obra i la funcionalitat del poeta dins la societat. Es pregunta si el Poeta ha d'escriure allò que vol, o si ha d'escriure per ser reconegut i acontentar la societat. Els personatges de Diàlegs dramàtics continuen les seves reflexions sobre el dolor, i la dificultat de viure, malgrat que en aquesta ocasió Puig i Ferreter ho va fer de manera més continguda: S'incorpora la figura del Poeta (l'artista) com a educador de masses i salvador de la societat. Té una clara de Nietzsche i del modernisme regeneracionista més anarquitzant. El Poeta és com el messies que ha de salvar la societat, però per tal de fer-ho s'ha d'enfrontar a la societat. Aquest binomi poeta-societat s'inspira en Ibsen i és molt freqüent en el modernisme regeneracionista. És doncs, l'artista (el poeta) qui ha de criticar la societat per solucionar-ne els problemes. El poeta ha de canviar la realitat i transformar-la en poesia veritable i sincera. Puig i Ferreter en la majoria de la seva obra s'inspira en la Vida, però no vol retratar-la sinó mitificar-la, ja que per ell la creació es basa en la veritat i la bellesa. Els diàlegs La il·lusió del poeta i Les veus imaginàries són una sàtira de les actituds noucentistes. Altres diàlegs com Balanet i Moreneta, La tragèdia d'una noia, o Dolça mort presenta joves idealistes que s'enfronten a l'amor i a la mort. En l'epíleg s'explica el concepte de l'art i de la vida que tenia Puig i Ferreter, i es reafirma com a poeta modernista en contra de les noves actituds noucentistes.
Entre 1906 i 1917 Puig i Ferreter va continuar escrivint peces curtes que publicava a revistes com El Poble Català, Brand o La Revista. Algunes d'aquestes peces són: La Immortalitat, A l'hora del retorn, o Don Joan, poeta. Cal destacar una peça curta publicada el 1916 a La Revista i que sota el títol de Dues generacions, abordava el conflicte entre dues generacions d'escriptors, que s'identificaven amb els modernistes i els noucentistes.
El 1908 va ser un any molt productiu per a Puig i Ferreter. Va estrenar Aigües encantades, Segones núpcies, i La dama enamorada i va pronunciar la conferència L'art dramàtica i la vida.
El 22 de març de 1908 va estrenar Aigües encantades al Teatre Romea sota la direcció de Jaume Borràs. Margarida Xirgu va actuar en el paper de Cecília. Es tracta d'una de les seves obres més celebrades. L'argument de l'obra gira al voltant del problema de la sequera. En un poble de secà, prop de Tarragona, a inicis de segle xx, pateix una sequera perllongada. Els habitants del poble preguen a la Verge dels Gorgs perquè s'acabi la sequera. La filla de l'alcalde, Cecília, que és mestra a la capital, crida un enginyer per tal d'explicar als vilatans com aprofitar l'aigua dels gorgs. Això comporta l'enfrontament entre els personatges. Les idees de l'enginyer, el Foraster (que representa l'individu superior capaç de canviar la societat) són progressistes, però el poble (que representa la societat de masses) no l'escolta i el margina.
S'ha vist la influència de Henrik Ibsen en Aigües encantades, sobretot pel que fa a l'enfrontament entre individu i societat. Puig i Ferreter va fer servir de model Un enemic del poble de l'autor noruec. Les coincidències entre ambdues obres són moltes: des del tema de l'aigua, ja que l'obra d'Ibsen tracta d'un balneari i la de Puig i Ferreter sobre unes gorges miraculoses. A més de moltes similituds entre els personatges, i el fet que el conflicte que desencadena l'acció es dona al si d'una família com en Ibsen.
El 8 de novembre Puig i Ferreter va pronunciar la conferència L'art dramàtica de la vida, al Teatre Novetats. Va ser la teorització de la idea de la missió de l'escriptor. A més reprenia algunes de les idees exposades a Diàlegs imaginaris com la que diu que l'artista/poeta ha d'educar el públic a través de la seva obra. Per tant, ha de conèixer perfectament allò que l'envolta i no pot evadir-se. S'ha de viure la Vida per poder crear, ja que les obres s'han d'inspirar en la realitat, tot i que l'han de poetitzar i fer-la menys vulgar.
El 17 de novembre es va estrenar Segones Núpcies, amb la direcció i interpretació d'Enric Borràs. Es tractava d'una comèdia, que avui en dia no es conserva, que Puig i Ferreter havia escrit per complaure el públic del Teatre Romea i que seguia en la línia de El noi mimat. L'argument girava entorn d'un pare que havia de mantenir els seus dos fills ganduls.
Finalment, aquell any va estrenar el 25 de novembre, La dama enamorada, sota la direcció d'Adrià Gual, al Teatre Novetats. La dama enamorada és el drama modernista per excel·lència. L'obra és protagonitzada per Lluïsa de Moran, una propietària rural de la Borgonya, i un jove català, l'Abel –que és l'àlter ego de Puig i Ferreter. El jove que marxa del seu país buscant aires nous, s'enamora de la Lluïsa, però el fill d'aquesta, el Víctor, en recela. El conflicte esclata quan l'Abel reclama “el tot o el no res” en la relació, i no compren l'amor maternal de la Lluïsa cap al Víctor. A més, la Lluïsa veu en la passió que sent per l'Abel una altra oportunitat per viure, i començar de nou, però les convencions socials li impedeixen de seguir el seu instint. Víctor se suïcida. En el quart acte, es mostra la vida de la Lluïsa i l'Abel sense l'impediment que suposa el Víctor, es presenta la convivència entre els amants com un infern, com la decadència dels personatges. Conscient que l'amor i la passió que hi va haver entre ells no es revifarà, i s'anirà apagant, Lluïsa demana a Abel que fugi. Ell ho fa, marxa de nou a buscar una vida de bell nou.
La dama enamorada planteja una relació amorosa que no és acceptada socialment. La manera en què Puig i Ferreter la va presentar va accentuar més la polèmica que va generar entre els sectors més conservadors de la societat. L'obra s'insereix dins del modernisme, i l'Abel, el protagonista és el prototip d'artista rebel, apassionat, i que lluita contra les convencions socials.
Així com la dama enamorada estava fortament marcada per la influència d'Ibsen, el 1909 Puig i Ferreter va escriure Drama d'humils, que bevia de l'obra de Maksim Gorki. En aquesta obra s'expliquen les penúries d'una família humil del Camp de Tarragona. El 1910 va escriure La innocent, una tragèdia històrica que situa l'acció al Pirineu al segle xvii.
Amb els esdeveniments de la Setmana Tràgica de 1909, Puig i Ferreter va començar a adoptar nous recursos dramàtics i noves temàtiques que el van mantenir allunyat de les propostes de caràcter clàssic que volia el noucentisme. L'estrena de El gran Aleix (1912) va provocar una polèmica, ja que tractava la sexualitat de forma crua i xocava de front amb la moralitat del noucentisme. A El gran Aleix, retrata la figura d'un seductor, un personatge passional, admirat per tothom, però no per la seva dona, qui enduta per l'odi, l'acaba matant.
La dolça Agnès va ser estrenada el 1914 però que no es va editar mai. El tema central era el naixement de Puig i Ferreter i explicava un fet verídic: la seducció de la seva mare per part del seu cunyat.

### Segona Etapa Teatral (1917-1924)
Puig i Ferreter va veure com fracassaven algunes de les seves obres, sobretot en el vessant del teatre de les passions. Tant en la literatura com en el teatre català s'estava produint un canvi generacional entre el modernisme i el noucentisme. Això el va portar a fer un replantejament estètic del seu teatre per adaptar-se al canvi. Puig i Ferreter, a partir d'aquell moment va fer un teatre que per tal que s'adeqüés al gust del públic, és a dir, fent obres senzilles i divertides.
Aquest replantejament el podem veure a Dos diàlegs, que deixa enrere la temàtica política i sobre qüestions socials. El diàleg es produeix entre dos personatges: en Francesc, que representa la nova generació noucentista, i en Jordi, que representa la vella generació modernista. El diàleg resta inacabat.
Puig i Ferreter va reprendre l'activitat com a dramaturg fent obres, en vers o en prosa, situades al segle xviii. Aquestes obres inspirades en el passat llegendari com La senyora Isabel (1917) o Garidó i Francina (1916) que s'inspirava en La Celestina de Fernando de Rojas.
Per altra banda, la seva implicació en l'empresa teatral de Josep Canals i Gordó el va portar a escriure obres de l'alta comèdia burgesa com L'escola dels promesos (1921). L'obra més representativa d'aquest gènere va ser El gran enlluernament (1919). El tema és l'enfrontament entre empresari i l'artista, un escultor en aquest cas. L'empresari, de fet, és un artista que ha deixat la seva vocació per dedicar-se a fer negoci, i en l'obra, la balança es decanta a favor seu. L'argument tenia un sentit vivencial pel que fa a Puig i Ferreter que havia abandonat les tesis modernistes i s'havia adaptat al nou teatre per tal de tenir èxit. Però l'èxit tampoc va arribar.
En aquest període va escriure algunes obres seguint el seu estil més personal i original: Si n'era una minyona (1918), Les ales de fang (1918) i La dama de l'amor feréstec (1920). El seu desengany pel teatre el va reflectir a L'home genial (1923) una obra en el personatge de l'artista Cristòfol Folldringant es troba a cavall dels gustos del públic i l'empresari, i la necessitat de posar en escena propostes teatrals molt allunyades del que demana la indústria.
Puig i Ferreter va acabar abandonant el 1924. Pensava que el teatre s'havia convertit en una indústria ideada per la distracció del públic. La seva evolució personal i literària van fer que es decantés per les possibilitats que li oferia el gènere novel·lesc. Es dedicaria a la literatura autobiogràfica.
El 1936 va publicar Anna darrera la cortina, la seva última obra teatral, que insinua una nova etapa, de ressons psicològiques, que va quedar interrompuda per la Guerra Civil espanyola.
Durant la Segona República va proposar a l'Ajuntament de Barcelona la creació d'un projecte nou a Catalunya per tal d'acostar el teatre a la classe obrera: un Teatre del poble.
A partir de la dècada de 1980 es van publicar recopilacions de la seva obra, com Teatre complet, publicada entre el 2001 i el 2003, en sis volums.

## Obres de teatre i narrativa
| Destaquen els drames de passions - Diàlegs dramàtics, 1904 - La dama alegre, 1904 (Teatre de les Arts, Barcelona, el 17 de desembre.) - El noi mimat, 1905 (Teatre Romea, Barcelona) - La bagassa (Boires de ciutat), 1905 - Arrels mortes, 1906 (Teatre Romea, 2 d'octubre.) - Diàlegs imaginaris, 1906 - Aigües encantades, 1907 (Teatre Romea, Barcelona, el 22 de març.) - La dama enamorada, 1908 (Teatre Novetats, Barcelona, el 25 de novembre.) - Drama d'humils, 1909 - La innocent, 1912 - El gran Aleix, 1912 (Teatre Eldorado, Barcelona, el 4 de maig). - Desamor, 1912 (Teatre Eldorado, Barcelona) Destaca el teatre lleuger i sentimental o amorós. - La dolça Agnès, 1914 - La senyora Isabel, 1917 - Garidó i Francina, 1917, Teatre Romea de Barcelona. - Si n'era una minyona, 1918 - La novel·la d'Esther, 1918 - El gran enlluernament, 1919 - Les ales de fang, 1921 - La dama de l'amor feréstec, 1921. (Teatre Goya, Barcelona) - L'escola dels promesos, 1922 - Un home genial, 1923 - L'home que tenia més d'una vida, 1925. Reeditat per Cossetània Edicions, dins la col·lecció "Biblioteca de Tots Colors" el 2007. - El crim de Pere Darnell, 192? | Inici de la seva obra narrativa. - Les facècies de l'amor, 1925 - El cas de Joan Anglora. Els quatre embriacs. Les tres gemmes de l'aventurer, 1925 - Servitud, memòries d'un periodista, 1926 - Els tres al·lucinats, 1926 - Una mica d'amor, 1927, Premi Concepció Rabell - Vida interior d'un escriptor, 1928 - El cercle màgic, 1929 Premi Joan Crexells - Camins de França, 1934 - On són els pobres?... i altres històries de Nadal, 1934 - Anna, darrere la cortina, 1936 - La farsa i la quimera, 1936. 3 volums: 1r Els quimèrics, 2n La farsa rústica, 3r El somni de foc Narrativa d'experiències personals i de caràcter més autobiogràfic. - El pelegrí apassionat. 12 volums (edició de 1952-1977) - Diari d'un escriptor. Ressonàncies (1942-1952), 1973 Premi Crítica Serra d'Or de prosa no-ficció - Memòries polítiques, 1981 - Textos sobre teatre, 1982 |

## Patrimoni literari
A més d’un gran llegat literari dramatúrgic i novel·lístic, Puig i Ferreter ha deixat una forta petjada patrimonial al seu territori nadiu, la Selva del Camp. Aquest petit indret del Baix Camp va veure néixer l’obra literària de l'autor i li va servir d'inspiració a l’hora de desenvolupar-la.
El poble compta des del 2013 amb una ruta literària anomenada ‘’Camins de lletres’’, organitzada per l’Escola de Lletres de Tarragona, que dona a conèixer els punts de la Selva del Camp que van servir de referents literaris a l'autor. Amb un total de set parades, aquesta ruta visita els escenaris essencials de la inventiva de Puig i Ferreter: el castell del Paborde, la casa dels seus oncles, el convent de Sant Rafael, la seva casa nadiua, el casino del poble, la plaça major i l'església de Sant Andreu. Tots i cada un d’aquests indrets apareixen en almenys una de les seves obres, que ens traslladen a reviure la Selva del Camp d'inicis del segle xx.
Puig i Ferreter va dedicar un capítol sencer del seu llibre La farsa i la quimera (1936) a descriure el casino del poble (El casino dels concos). S'hi refereix com un punt de trobada entre els habitants del poble que tenien cert prestigi i autoritat; des de propietaris rurals, metges, apotecaris, fins a menestrals benestants que es feien nombrar els ‘’intel·lectuals'’. Tots plegats havien volgut elevar la categoria del casino, el qual van batejar amb el nom d'Ateneu. Puig i Ferreter els posa el nom de ‘’concos'’ per referir-se a les trapelleries que van caracteritzar a aquest grup, que tendia a tenir comportaments fadrins. Així doncs, aquesta institució formava una representació de la ciutadania del poble, amb les actituds, virtuts i defectes que la caracteritzaven.
''El grup de concos, senyors, menestrals, intel·lectuals i faceciosos que es reunien constituïa la suma de la gràcia, l'enginy, l'alegria, l'autoritat i la intel·ligència de la població’’
Les primeres experiències amoroses també les va viure dins el poble i van ser la font d'inspiració dels seus primers poemes. Quan tenia setze anys, es va enamorar idealment de la filla d’un mestre. Ella sortia al balcó de casa seva i ell anava a la porta de la botiga del poble, des d’on la podia veure. Aquesta escena li servia d'inspiració poètica, ja que fou quan va començar a redactar els seus primers versos, dedicats a aquesta noia. Va publicar-ne uns quants a Lo Sometent, on l'anomenava pel seu nom. Aquest amor, descrit com a ideal a Amors o coses anàlogues (1934), va suposar per a l'autor la distinció entre l'amor i la sensualitat, una dualitat que va persistir per sempre en les seves obres. Aquesta dualitat es fa palesa a Amors o coses anàlogues, segona part (1934), on parla del seu segon amor, també nascut entre els límits del seu poble. Al carrer de casa seva hi vivia una dona casada amb qui va mantenir un idil·li. La seva família no volia que es veiessin, però ell s'escapava a la plaça major del poble per trobar-s'hi.
‘’I, en canvi, m’acostava a la filla del mestre amb uns pensaments nets i elevats; cap imatge de sensualitat no m’entelava la seva, com si la casada amb les ardències que encenia en mi hagués purificat d’escòries els meus sentiments'’
Puig i Ferreter es referia al seu poble amb el sobrenom de la Moixera, mot que dona títol a un dels seus capítols de La farsa i la quimera (1936). En aquest episodi, l'autor descriu amb detall les actituds que caracteritzen els habitants del seu poble, on va viure fins als disset anys. Els habitants de la Moixera són els moixerins, gentilici fictici que usa per referir-se als selvatans críticament. En aquesta obra, parla de l’ànima col·lectiva del poble. El moixerí, va escriure Puig, es creu superior a la gent dels pobles del voltant. Es creu ésser més educat, més distingit i més intel·ligent. Els descriu com a persones molt orgulloses i petulants, desvinculats de la resta de poblacions catalanes i arrelats permanentment al seu petit territori.
‘’Si prova d’aclimatar-se en un altre lloc se sent perdut, disminuït i sense ànima, la qual no retroba fins que ha tornat a la Moixera, on esdevé personatge’’
Ja de ben petit li agradava estar sol pel poble, una inclinació que sempre va perdurar en ell. Mai va tenir-hi una casa pròpiament seva, sinó que vivia a casa els seus oncles, just sota el gran mur de l’església de Sant Andreu. Aquesta barrera física apareix reiteradament en la seva obra. Allà desponia d’un petit balcó solitari que donava a un carrer estret, ofegat pel mur de l'església. Aquell paisatge despertava en ell un sentiment de dolçor. Allà fantasiejava, era un indret de gran inspiració per a l'autor.
‘’Aquelles tonades em feien més companyia que les persones, esdevenien dolços confidents meus'’
En la seva obra El cercle màgic (1929) ja havia escrit sobre l'església en el capítol ‘’Capvespre d’hivern’’. Es tracta d'una obra gairebé autobiogràfica, de manera que el protagonista de la novel·la és en realitat el mateix Puig i Ferreter. A través d’aquesta obra podem conèixer molts dels racons del poble i les sensacions que cada un d’aquests indrets provocava a l'autor. Gràcies a aquesta obra va obtenir el premi Joan Crexells.
El convent de Sant Rafael era per a Puig i Ferrater un lloc de repòs. És on es trobaven les dues escoles per a noies del poble. Al col·legi de baix, hi estudiaven les de classe més baixa. A dalt, hi estudiaven aquelles filles de famílies benestants. Unes i altres tenien mestresses diferents i no es barrejaven mai. Les col·legiales de dalt inspiraven a la resta l'enveja d’un món més elevat. Les mestresses de baix deixaven mirar a les noies de dalt per les finestres de l’hort, com si d’aquesta manera volguessin acostar les diferències socials que separaven unes de les altres. Puig i Ferreter en parla també dins La farsa i la quimera, en un capítol titulat ‘’El convent de Sant Gabriel’’.
Cada nit anava a les Reixes de Sant Rafael, que el poble anomenava simplement les Reixes, on buscava la solitud i el molestava de trobar-hi altres homes. Aquell era el seu indret nocturn predilecte, on hi havia gent fins altes hores de la matinada. De dia era de tothom, en canvi a la nit els joves de la Moixera hi anaven a cantar i a contar històries. Tot i que no es tracta d’un lloc interessant arqueològicament, és un punt curiós i original de confluència humana que val la pena visitar. Puig i Ferreter afirmava que, més que una història, era un lloc que tenia una ànima. ‘’Les reixes'’ és també un episodi de La farsa i la quimera.